# Isòtops del rubidi
El rubidi (Rb) té 24 isòtops, tot i que el rubidi natural es compon de només dos; el Rb-85 (72,2%) i el Rb-87 (27,8%) radioactiu. Mescles normals de rubidi són prou radioactives com per a velar una pel·lícula fotogràfica en aproximadament 30 a 60 dies. Massa atòmica estàndard 85.4678(3) u
El Rb-87 té un període de semidesintegració de 4,88 × 10¹⁰ anys. Substitueix fàcilment per potassi en minerals i, per tant, està molt estès. El Rb-87 s'ha usat extensivament en datació radiomètrica; es desintegra en estronci 87 estable per emissió d'una partícula beta negativa. Durant la cristal·lització fraccionada de roques, el Sr tendeix a ser concentrat en plagioclasa, deixant Rb en la fase líquida. Per tant, la ràtio de Rb/Sr en magma residual pot incrementar-se amb el temps, donant com a resultat roques amb ràtios de Rb/Sr incrementant-se en augmentar la seva diferenciació. Les ràtios més altes (10 o més) es troben en pegmatites. Si es coneix la quantitat inicial de Sr o es pot extrapolar, es pot determinar l'edat mesurant les concentracions de Rb i Sr i les ràtios de e Sr-87/Sr-86. Les dades indicarien l'edat real del mineral només si les roques no han estat posteriorment alterades.
El Rb-82 s'usa en alguns escànners de tomografia per emissió de positrons. Té un període de semidesintegració d'1,273 minuts. No existeix a la natura, però es pot elaborar per desintegració del Sr-82.

## Taula
| Símbol del núclid | Z(p)                | N(n)                | massa isotòpica(u)  | període de semidesintegració | Espín nuclear | composició isotòpics representativa (fracció molar) | rang de variació natural (fracció molar) |
| Símbol del núclid | energia d'excitació | energia d'excitació | energia d'excitació | període de semidesintegració | Espín nuclear | composició isotòpics representativa (fracció molar) | rang de variació natural (fracció molar) |
| ----------------- | ------------------- | ------------------- | ------------------- | ---------------------------- | ------------- | --------------------------------------------------- | ---------------------------------------- |
| 71Rb              | 37                  | 34                  | 70.96532(54)#       |                              | 5/2-#         |                                                     |                                          |
| 72Rb              | 37                  | 35                  | 71.95908(54)#       | <1.5 µs                      | 3+#           |                                                     |                                          |
| 72mRb             | 100(100)# keV       | 100(100)# keV       | 100(100)# keV       | 1# µs                        | 1-#           |                                                     |                                          |
| 73Rb              | 37                  | 36                  | 72.95056(16)#       | <30 ns                       | 3/2-#         |                                                     |                                          |
| 74Rb              | 37                  | 37                  | 73.944265(4)        | 64.76(3) ms                  | (0+)          |                                                     |                                          |
| 75Rb              | 37                  | 38                  | 74.938570(8)        | 19.0(12) s                   | (3/2-)        |                                                     |                                          |
| 76Rb              | 37                  | 39                  | 75.9350722(20)      | 36.5(6) s                    | 1(-)          |                                                     |                                          |
| 76mRb             | 316.93(8) keV       | 316.93(8) keV       | 316.93(8) keV       | 3.050(7) µs                  | (4+)          |                                                     |                                          |
| 77Rb              | 37                  | 40                  | 76.930408(8)        | 3.77(4) min                  | 3/2-          |                                                     |                                          |
| 78Rb              | 37                  | 41                  | 77.928141(8)        | 17.66(8) min                 | 0(+)          |                                                     |                                          |
| 78mRb             | 111.20(10) keV      | 111.20(10) keV      | 111.20(10) keV      | 5.74(5) min                  | 4(-)          |                                                     |                                          |
| 79Rb              | 37                  | 42                  | 78.923989(6)        | 22.9(5) min                  | 5/2+          |                                                     |                                          |
| 80Rb              | 37                  | 43                  | 79.922519(7)        | 33.4(7) s                    | 1+            |                                                     |                                          |
| 80mRb             | 494.4(5) keV        | 494.4(5) keV        | 494.4(5) keV        | 1.6(2) µs                    | 6+            |                                                     |                                          |
| 81Rb              | 37                  | 44                  | 80.918996(6)        | 4.570(4) h                   | 3/2-          |                                                     |                                          |
| 81mRb             | 86.31(7) keV        | 86.31(7) keV        | 86.31(7) keV        | 30.5(3) min                  | 9/2+          |                                                     |                                          |
| 82Rb              | 37                  | 45                  | 81.9182086(30)      | 1.273(2) min                 | 1+            |                                                     |                                          |
| 82mRb             | 69.0(15) keV        | 69.0(15) keV        | 69.0(15) keV        | 6.472(5) h                   | 5-            |                                                     |                                          |
| 83Rb              | 37                  | 46                  | 82.915110(6)        | 86.2(1) d                    | 5/2-          |                                                     |                                          |
| 83mRb             | 42.11(4) keV        | 42.11(4) keV        | 42.11(4) keV        | 7.8(7) ms                    | 9/2+          |                                                     |                                          |
| 84Rb              | 37                  | 47                  | 83.914385(3)        | 33.1(1) d                    | 2-            |                                                     |                                          |
| 84mRb             | 463.62(9) keV       | 463.62(9) keV       | 463.62(9) keV       | 20.26(4) min                 | 6-            |                                                     |                                          |
| 85Rb              | 37                  | 48                  | 84.911789738(12)    | ESTABLE                      | 5/2-          | 0.7217(2)                                           |                                          |
| 86Rb              | 37                  | 49                  | 85.91116742(21)     | 18.642(18) d                 | 2-            |                                                     |                                          |
| 86mRb             | 556.05(18) keV      | 556.05(18) keV      | 556.05(18) keV      | 1.017(3) min                 | 6-            |                                                     |                                          |
| 87Rb              | 37                  | 50                  | 86.909180527(13)    | 4.923(22)E+10 a              | 3/2-          | 0.2783(2)                                           |                                          |
| 88Rb              | 37                  | 51                  | 87.91131559(17)     | 17.773(11) min               | 2-            |                                                     |                                          |
| 89Rb              | 37                  | 52                  | 88.912278(6)        | 15.15(12) min                | 3/2-          |                                                     |                                          |
| 90Rb              | 37                  | 53                  | 89.914802(7)        | 158(5) s                     | 0-            |                                                     |                                          |
| 90mRb             | 106.90(3) keV       | 106.90(3) keV       | 106.90(3) keV       | 258(4) s                     | 3-            |                                                     |                                          |
| 91Rb              | 37                  | 54                  | 90.916537(9)        | 58.4(4) s                    | 3/2(-)        |                                                     |                                          |
| 92Rb              | 37                  | 55                  | 91.919729(7)        | 4.492(20) s                  | 0-            |                                                     |                                          |
| 93Rb              | 37                  | 56                  | 92.922042(8)        | 5.84(2) s                    | 5/2-          |                                                     |                                          |
| 93mRb             | 253.38(3) keV       | 253.38(3) keV       | 253.38(3) keV       | 57(15) µs                    | (3/2-,5/2-)   |                                                     |                                          |
| 94Rb              | 37                  | 57                  | 93.926405(9)        | 2.702(5) s                   | 3(-)          |                                                     |                                          |
| 95Rb              | 37                  | 58                  | 94.929303(23)       | 377.5(8) ms                  | 5/2-          |                                                     |                                          |
| 96Rb              | 37                  | 59                  | 95.93427(3)         | 202.8(33) ms                 | 2+            |                                                     |                                          |
| 96mRb             | 0(200)# keV         | 0(200)# keV         | 0(200)# keV         | 200# ms [>1 ms]              | 1(-#)         |                                                     |                                          |
| 97Rb              | 37                  | 60                  | 96.93735(3)         | 169.9(7) ms                  | 3/2+          |                                                     |                                          |
| 98Rb              | 37                  | 61                  | 97.94179(5)         | 114(5) ms                    | (0,1)(-#)     |                                                     |                                          |
| 98mRb             | 290(130) keV        | 290(130) keV        | 290(130) keV        | 96(3) ms                     | (3,4)(+#)     |                                                     |                                          |
| 99Rb              | 37                  | 62                  | 98.94538(13)        | 50.3(7) ms                   | (5/2+)        |                                                     |                                          |
| 100Rb             | 37                  | 63                  | 99.94987(32)#       | 51(8) ms                     | (3+)          |                                                     |                                          |
| 101Rb             | 37                  | 64                  | 100.95320(18)       | 32(5) ms                     | (3/2+)#       |                                                     |                                          |
| 102Rb             | 37                  | 65                  | 101.95887(54)#      | 37(5) ms                     |               |                                                     |                                          |